# Capital Games
Capital Games je americký hraný film z roku 2013, který režíroval Ilo Orleans. Film popisuje vztah dvou ambiciózních mužů v jedné firmě.

## Děj
Steve Miller je bývalý policista, který již několik let pracuje v reklamní kanceláři v Los Angeles. Po rozchodu s přítelkyní žije sám. Do firmy nastoupí nový kolega Mark Richfield, kterého si oblíbí šéf i spolupracovníci. Steve na něj žárlí a nechce, aby získal významného klienta. Na jeden víkend je naplánované teambuildingové školení v Santa Fe. Zde se na výpravě do pouště Steve a Mark ztratí a musejí zůstat přes noc venku. Tehdy zjistí, že jsou k sobě fyziky přitahováni. Avšak Mark má snoubenku a bude se brzy ženit.

## Obsazení
| Eric Presnall   | Steve Miller   |
| Gregor Cosgrove | Mark Richfield |
| Shane Keough    | Jack Larsen    |
| Dewitt Duncan   | Charlie        |
| Rebekah Apodaca | Laura          |
| Chuck Erickson  | Roland         |
| Corinne Fox     | Sharon Tice    |